# Jabloňov
Jabloňov település Csehországban, a Žďár nad Sázavou-i járásban. Jabloňov Ruda, Petráveč, Velké Meziříčí, Březejc, Dolní Heřmanice és Tasov településekkel határos. Lakosainak száma 341 fő (2024. január 1.).

## Népesség
A település lakosságának változását az alábbi diagram mutatja:
| Lakosok száma | 400  | 413  | 406  | 320  | 302  | 321  | 352  | 346  | 341  | 341  |
|               | 1869 | 1890 | 1921 | 1950 | 1980 | 2001 | 2017 | 2019 | 2022 | 2024 |